# Jardim Guanabara
Jardim Guanabara  è un quartiere (bairro) della Zona Nord della città di Rio de Janeiro in Brasile.

## Amministrazione
Jardim Guanabara fu istituito come bairro a sé stante il 23 luglio 1981 come parte della Regione Amministrativa XX - Ilha do Governador del municipio di Rio de Janeiro.